# Flesselles
Flesselles is een gemeente in het Franse departement Somme (regio Hauts-de-France) en telt 2143 inwoners (1999). De plaats maakt deel uit van het arrondissement Amiens.

## Geografie
De oppervlakte van Flesselles bedraagt 20,4 km², de bevolkingsdichtheid is 105,0 inwoners per km².
De onderstaande kaart toont de ligging van Flesselles met de belangrijkste infrastructuur en aangrenzende gemeenten.

## Demografie
Onderstaande figuur toont het verloop van het inwonertal (bron: INSEE-tellingen).